# チームA 5th Stage「恋愛禁止条例」
『チームA 5th Stage「恋愛禁止条例」』（チームエーフィフスステージれんあいきんしじょうれい）は、AKB48チームA劇場公演の5th Stageである。
本項では、その後の別チームによる「おさがり」公演についても記述する。また、公演を収録したCD・DVD・microSDについても記述する。

## 概要
AKB48チームAの約1年半ぶりの新公演であり、2008年10月から2010年5月まで行われた。AKB48の劇場公演の中でも最長の1年半を超えるロングランの公演となった。
2010年5月27日の千秋楽公演のサプライズアンコールでは、メンバー内のアンケートによって決定された「スカート、ひらり」や「桜の花びらたち」が披露された。この日の劇場当選倍率は約128倍であり、当時のAKB48の公演の最高倍率を更新した。
本公演の演目は、AKB48チーム研究生公演、JKT48チームJの1st公演・チームKIII公演、SNH48チームSIIの2nd公演、NMB48チームBIIの4th公演でも使用された。

## 公演内容

### 曲目
1. overture
（作曲・編曲：尾澤拓実、歌：TAZ）
全AKB48公演共通である。
2. 長い光
（作詞：秋元康、作曲・編曲：井上ヨシマサ）
3. スコールの間に
（作詞：秋元康、作曲：BOUNCEBACK、編曲：市川裕一）
4. JK眠り姫
（作詞：秋元康、作曲・編曲：井上ヨシマサ）
5. 君に会うたび 恋をする
（作詞：秋元康、作曲：Gajin 編曲：関淳二郎）
6. 黒い天使
（作詞：秋元康、作曲：宮島律子、編曲：市川裕一）
7. ハート型ウイルス
（作詞：秋元康、作曲・編曲：井上ヨシマサ）
8. 恋愛禁止条例
（作詞：秋元康、作曲：春行、編曲：武藤星児）
9. ツンデレ!
（作詞：秋元康、作曲・編曲：井上ヨシマサ）
10. 真夏のクリスマスローズ
（作詞：秋元康、作曲：成瀬英樹、編曲：景家淳）
11. Switch
（作詞：秋元康、作曲・編曲：井上ヨシマサ）
12. 109（マルキュー）
（作詞：秋元康、作曲：伊藤心太郎、編曲：野中“まさ”雄一）
13. ひこうき雲
（作詞：秋元康、作曲：成瀬英樹、編曲：野中"まさ"雄一）
14. あの頃のスニーカー
（作詞：秋元康、作曲：五戸力、編曲：樫原伸彦）

アンコール
1. AKB参上!
（作詞：秋元康、作曲：山崎燿、編曲：Funta）
2. ナミダの深呼吸
（作詞：秋元康、作曲：横健介、編曲：武藤星児）
3. 大声ダイヤモンド
（作詞：秋元康、作曲・編曲：井上ヨシマサ）

### 演出
- 「長い光」は独唱から始まる。
- 「スコールの間に」後奏（メンバーの衣装替え）時に研究生5名によるダンス。
- 「真夏のクリスマスローズ」では、研究生6名によるバックダンス。
- 「ひこうき雲」のサビでは、スカーフを振り回す。
- 「AKB参上!」では、右手首（拳を突き出した際、前を照らすように）ライトを付ける。終了時に「48」の文字をライトで作る。

## AKB48 チームA 5th Stage「恋愛禁止条例」公演
公演期間
2008年10月19日 - 2010年5月27日
出演メンバー
板野友美・大島麻衣・川崎希・北原里英・小嶋陽菜・佐藤亜美菜・佐藤由加理・篠田麻里子・高城亜樹・高橋みなみ・中田ちさと・藤江れいな・前田敦子・峯岸みなみ・宮崎美穂・サポートメンバー
※中田は公演初日に、高城は2008年12月29日付でそれぞれ研究生から昇格。川崎は2009年2月27日付で卒業。大島は2009年3月27日の公演で劇場出演終了。

ユニット曲担当
- 黒い天使（前田・高城・藤江）
- ハート型ウイルス（大島・小嶋陽・川崎） - 大島・川崎卒業後は研究生の佐藤すみれ・松井咲子ら
- 恋愛禁止条例（高橋・峯岸・宮崎）
- ツンデレ!（板野・北原・佐藤亜）
- 真夏のクリスマスローズ（篠田・佐藤由・中田・研究生枠） - 研究生枠は小原春香、村中聡美、野中美郷ら

※「長い光」の独唱担当は高橋。高橋休演時は宮崎が担当した。

## AKB48 チーム研究生公演「恋愛禁止条例」
公演期間
2010年4月17日 - 2010年6月18日
出演メンバー
石黒貴己・植木あさ香・大場美奈・絹本桃子・佐野友里子・島崎遥香・島田晴香・高松恵理・竹内美宥・永尾まりや・中村麻里子・藤本紗羅・森杏奈・山内鈴蘭・横山由依・サポートメンバー
※石黒・絹本・藤本は2010年6月20日付で卒業。高松は2010年6月20日付で辞退。

ユニット曲担当
- 黒い天使（竹内・藤本・石黒）
- ハート型ウイルス（島田・高松・植木）
- 恋愛禁止条例（サポート枠、中村、横山）
- ツンデレ!（島崎・山内・絹本）
- 真夏のクリスマスローズ（大場・森・永尾・佐野）

※サポート枠は、基本的には野中美郷が出演していた。「長い光」の独唱担当は横山。

## JKT48 チームJ 1st Stage「恋愛禁止条例」公演
インドネシア語での公演名称は「Aturan Anti Cinta」
公演期間
2012年12月26日 - 2013年12月28日
出演メンバー（初日メンバー）
アヤナ・シャハブ、ガブリエラ・マルガレット・ワラオー、ガイダ・ファリシャ、ジェシカ・ファニア、ジェシカ・フェランダ、シャニア・ジュニアナタ、シンディ・グラ、センディ・アリアニ、高城亜樹、デフィ・キナル・プトゥリ、仲川遥香、ナビラ・ラトナ・アユ・アザリア、ベビー・カエサラ・アナディラ、メロディー・ヌランダニ・ラクサニ、レズキー・ウィランティ・ディク、野澤玲奈
※上記メンバーのほか、2期生6人がバックダンサーとして出演。
ユニット曲担当（初日プログラム）
- 黒い天使（メロディー、ジェシカ・ファニア、ガブリエラ）
- ハート型ウイルス（アヤナ、仲川、レナ）
- 恋愛禁止条例（高城、ジェシカ・フェランダ、ベビー）
- ツンデレ!（センディ、ナビラ、シンディ）
- 真夏のクリスマスローズ（シャニア、デフィ、ガイダ、レズキー）

※「長い光」の独唱は、初日プログラムでは高城が担当。 ｢AKB参上!｣にあたる楽曲が｢JKT参上!｣。すべての曲の歌詞は決め台詞など一部を除きインドネシア語に翻訳されているが、タイトルは「Renai Kinshi Jourei」などの日本語のローマ字表記である。

## JKT48 チームKIII「恋愛禁止条例」公演
インドネシア語での公演名称は「Aturan Anti Cinta」
公演期間
2013年12月26日 - 28日
出演メンバー
アリシア・カンジア、オクティ・セフピン、ジェニファー・ハンナ、シンカ・ジュリアニ、シンタ・ナオミ、シンディ・ユフィア、タリア、デラ・デリラ、ナタリア、ナディラ・シンディ・ワンタリ、ノエラ・システリナ、フィフィヨナ・アプリアニ、ラトゥ・フィエンニ・フィトゥリリア、リスカ・ファイルニッサ、リディア・マウリダ・ジュハンダル、ロナ・アングラエニ
ユニット曲担当
- 黒い天使（リスカ、ロナ、フィフィヨナ）
- ハート型ウイルス（オクティ、ジェニファー・H、シンタ）
- 恋愛禁止条例（ラトゥ、ノエラ、アリシア）
- ツンデレ!（ナディラ、シンディ、デラ）
- 真夏のクリスマスローズ（ナタリア、リディア、タリア、シンカ）

※「長い光」の独唱担当はラトゥ。｢AKB参上!｣にあたる楽曲が｢JKT参上!｣。すべての曲の歌詞は決め台詞など一部を除きインドネシア語に翻訳されているが、タイトルは「Renai Kinshi Jourei」などの日本語のローマ字表記である。

## SNH48 チームSII 2nd Stage「長い光」公演
中国語での公演名称は「永恒之光」
公演期間
2013年12月27日  - 2014年5月16日
出演メンバー
陳觀慧、陳思、戴萌、蔣芸、孔肖吟、李宇琪、莫寒、錢蓓婷、邱欣怡、孫芮、温晶婕、呉哲晗、徐晨辰、許佳琪、徐子軒、趙嘉敏（以上16名が初日メンバー、他のメンバーも交代で出演）
※上記メンバーのほか、チームNII5人がバックダンサーとして出演。
ユニット曲担当
- 黒い天使（孔肖吟、陳觀慧、徐晨辰）
- ハート型ウイルス（温晶婕、許佳琪、張語格（徐子軒））
- 恋愛禁止条例（李宇琪、趙嘉敏、莫寒）
- ツンデレ!（邱欣怡、陳思、戴萌）
- 真夏のクリスマスローズ（呉哲晗、蔣芸、孫芮、錢蓓婷）

※「長い光」の独唱は、初日プログラムでは莫寒が担当。 ｢AKB参上!｣にあたる楽曲が｢SNH参上｣。

## AKB48 チームA「恋愛禁止条例」公演
公演期間
2014年4月25日 - 2015年8月23日
出演メンバー
飯野雅・市川愛美・入山杏奈・岩田華怜・片山陽加・川栄李奈・小嶋菜月・小嶋陽菜・島崎遥香・高橋みなみ・田北香世子・達家真姫宝・谷口めぐ・中田ちさと・中西智代梨・中村麻里子・西山怜那・藤田奈那・古畑奈和・前田亜美・松井咲子・宮脇咲良・武藤十夢・森川彩香・矢倉楓子
その他のチームのメンバー：相笠萌（チームK）、梅田綾乃（チームB）、岡田彩花・佐々木優佳里（チーム4）
※上記メンバーのほか、研究生およびチームA・チーム4以外の正規メンバーが2 - 4人バックダンサーとして出演することがある。2014年11月14日公演から2015年2月24日公演の間はバイトAKBのメンバーが4 - 6人バックダンサーとして出演した。
片山・中田・前田・森川は2014年4月30日の公演から参加。飯野・市川・田北・谷口・西山はバックダンサーとして出演する場合もあり、2014年5月2日の公演からフル出演。梅田は2015年1月13日公演、相笠・岡田は2015年5月13日公演、佐々木は2015年7月10日公演にそれぞれ出演。飯野・谷口は2014年10月3日付で研究生から昇格。
島崎は2015年8月7日より体調不良で休養に入ったため、同年8月4日の公演が最後となった。
片山は2014年9月29日の公演をもって卒業。森川は2015年4月14日の公演を最後に、同年5月30日卒業。古畑・矢倉は2015年5月30日の公演を持って兼任解除。松井は2015年6月26日の公演を最後に、同年8月9日卒業。川栄は2015年8月4日の公演をもって卒業。

ユニット曲担当（各曲各ポジションから1名ずつ出演）
- 黒い天使
  - 小嶋陽・小嶋菜・藤田
  - 藤田・市川・飯野
  - 小嶋菜・田北・飯野

- ハート型ウイルス
  - 宮脇・中田・達家・松井・飯野
  - 島崎・達家・飯野・谷口・小嶋陽
  - 矢倉・森川・西山・市川・相笠・谷口

- 恋愛禁止条例
  - 川栄・武藤・藤田・谷口め・飯野・市川・高橋
  - 武藤・市川・西山・飯野・谷口・梅田・岡田
  - 岩田・片山・藤田・前田・谷口

- ツンデレ!
  - 高橋・片山・武藤・飯野・市川
  - 中西・片山・中田
  - 達家・西山・小嶋菜・谷口

- 真夏のクリスマスローズ
  - 入山・森川・松井・中田・市川
  - 古畑・前田・市川
  - 松井・市川・田北・佐々木・中田
  - 中村・岩田・中田

※「長い光」の独唱担当は高橋。高橋休演時は片山・武藤・飯野・市川が担当。

## JKT48 チームT 2nd Stage「恋愛禁止条例」公演
インドネシア語での公演名称は「Aturan Anti Cinta」
公演期間
2016年12月7日 - 2017年5月22日
出演メンバー（初日メンバー）
アディスティ・ザラ、クリスティ、シンディ・ハプサリ・マハラニ・プジアントロ・プトゥリ、エリザベス・グロリア・セティアワン、イヴ・アントワネット・イヒワン、ジナン・サファ・サフィラ、マデ・デヴィ・ラニタ・ニンタラ、メラティ・プトゥリ・ラヘル・セシリア、メロディー・ヌランダニ・ラクサニ、ヌルハヤティ、レギナ・アンジェリナ、ルート・ダマヤンティ・シタンガン、スリ・リンタン、タン・ジー・フイ・セリーヌ、フィオレタ・ブルハン、ザフラ・ユリヴァ・デルマワン
ユニット曲担当（初日プログラム）
- 黒い天使（マデ、シンディ、ルート）
- ハート型ウイルス（アディスティ、タン、イヴ）
- 恋愛禁止条例（ヌルハヤティ、ジナン、メラティ）
- ツンデレ!（メロディー、クリスティ、スリ）
- 真夏のクリスマスローズ（フィオレタ、ザフラ、レギナ、エリザベス）

※「長い光」の独唱は、初日プログラムではマデが担当。 ｢AKB参上!｣にあたる楽曲が｢JKT参上!｣。すべての曲の歌詞は決め台詞など一部を除きインドネシア語に翻訳されているが、タイトルは「Renai Kinshi Jourei」などの日本語のローマ字表記である。

## NMB48 チームBII 4th Stage「恋愛禁止条例」公演

### 曲目（NMB48 ver.）
本編はAKB48チームA 5thステージと同じ曲目構成である。
アンコール
1. AKB参上!
2. ナミダの深呼吸
3. 僕以外の誰か
（作詞：秋元康、作曲・編曲：Carlos K. Akira Sunset）
4. Let it snow!
（作詞：秋元康、作曲：田中明仁、編曲：野中“まさ”雄一）
5. 北川謙二
（作詞：秋元康、作曲：田中俊亮、編曲：野中“まさ”雄一）
6. 大声ダイヤモンド

### 公演概要
公演期間
2017年1月31日 - 2019年2月19日
出演メンバー
明石奈津子・石塚朱莉・井尻晏菜・植村梓・太田夢莉・沖田彩華・久代梨奈・城恵理子・武井紗良・藤江れいな・村瀬紗英・村中有基・森田彩花・矢倉楓子・山口夕輝・清水里香・上西怜・中川美音・水田詩織
他のチームのメンバー：川上礼奈（チームM）、岩田桃夏（チームM研究生）、小嶋花梨（チームN研究生）、山尾梨奈（チームN）、石田優美（チームM）、安田桃寧（チームM）
中川、水田、川上は2017年2月20日、岩田は同年2月24日、清水は同年3月1日、小嶋は同年4月30日、山尾、石田、安田は同年6月8日の公演から出演。山口は2017年4月28日付で、藤江は同年5月27日付で卒業。

ユニット曲担当（各曲各ポジションから1名ずつ出演）
- 黒い天使
  - 太田・城・明石

- ハート型ウイルス
  - 村瀬・武井・村中

- 恋愛禁止条例
  - 沖田・石塚・山口

- ツンデレ!
  - 矢倉・植村・森田

- 真夏のクリスマスローズ
  - 藤江・久代・井尻・上西

## HKT48 チームTII 2nd Stage「恋愛禁止条例」公演

### 曲目（HKT48 ver.）
本編はAKB48チームA 5thステージと同じ曲目構成である。
アンコール
1. HKT参上!
2. ナミダの深呼吸

### 公演概要
公演期間
2022年5月6日 -
出演メンバー
荒巻美咲、今村麻莉愛、小田彩加、栗原紗英、後藤陽菜乃、堺萌香、坂本愛玲菜、石安伊、武田智加、外薗葉月、松岡はな、松本日向、宮﨑想乃、村川緋杏、山内祐奈、山下エミリー
松本は2022年6月27日付で卒業。
ユニット曲担当（初日プログラム）
- 黒い天使
  - 山下・外薗・松本

- ハート型ウイルス
  - 栗原・山内・小田

- 恋愛禁止条例
  - 荒巻・坂本・武田

- ツンデレ!
  - 松岡・堺・後藤

- 真夏のクリスマスローズ
  - 宮﨑・今村・村川・石

## スタジオ収録CD
公演曲を公演メンバーがスタジオ収録したものである。

### チームA 5th Stage「恋愛禁止条例」（CD）
収録メンバー
板野友美・大島麻衣・川崎希・北原里英・小嶋陽菜・佐藤亜美菜・佐藤由加理・篠田麻里子・高城亜樹・高橋みなみ・中田ちさと・藤江れいな・前田敦子・峯岸みなみ・宮崎美穂・小原春香（研究生）
収録曲
通常盤・再発盤ともに、収録曲は共通。
1. overture
2. 長い光
3. スコールの間に
4. JK眠り姫
5. 君に会うたび 恋をする
6. 黒い天使（歌：高城・藤江・前田）
7. ハート型ウイルス（歌：大島・川崎・小嶋）
8. 恋愛禁止条例（歌：高橋・峯岸・宮崎）
9. ツンデレ!（歌：板野・北原・佐藤亜）
10. 真夏のクリスマスローズ（歌：佐藤由・篠田・中田・小原）
11. Switch
12. 109（マルキュー）
13. ひこうき雲
14. あの頃のスニーカー
15. AKB参上!
16. ナミダの深呼吸
17. 大声ダイヤモンド

再発盤に限り、Disc 2に各楽曲のオフヴォーカル版を収録。

### Renai Kinshi Jourei（CD）
収録メンバー
アヤナ・シャハブ、ガブリエラ・マルガレット・ワラオー、ガイダ・ファリシャ、ジェシカ・ファニア、ジェシカ・フェランダ、シャニア・ジュニアナタ、センディ・アリアニ、高城亜樹、デフィ・キナル・プトゥリ、仲川遥香、ナビラ・ラトナ・アユ・アザリア、フリスカ・アナスタシア・ラクサニ、ベビー・カエサラ・アナディラ、メロディー・ヌランダニ・ラクサニ、レズキー・ウィランティ・ディク、野澤玲奈
収録曲
1. overture
2. Nagai Hikari
3. Squall no Aida ni
4. JK Nemurihime
5. Kimi ni Au Tabi Koi wo Suru
6. Kuroi Tenshi（歌：メロディー、ジェシカ・ファニア、ガブリエラ）
7. Heart Gata Virus（歌：アヤナ、仲川、野澤）
8. Renai Kinshi Jourei（歌：高城、ジェシカ・フェランダ、ベビー）
9. Tsundere!（歌：センディ、ナビラ、フリスカ）
10. Manatsu no Christmas Rose（歌：シャニア、デフィ、ガイダ、レズキー）
11. Switch
12. 109
13. Hikoukigumo
14. Ano Koro no Sneakers
15. JKT Sanjou!
16. Namida no Shinkokyuu
17. Oogoe Diamond

## 劇場公演DVD・microSD

### チームA 5th Stage「恋愛禁止条例」（DVD・microSD）
収録メンバー
板野友美・大島麻衣・川崎希・北原里英・小嶋陽菜・佐藤亜美菜・佐藤由加理・篠田麻里子・高城亜樹・高橋みなみ・中田ちさと・藤江れいな・前田敦子・峯岸みなみ・宮崎美穂・小原春香（研究生）
収録曲
1. overture
2. 長い光
3. スコールの間に
4. JK眠り姫
5. 君に会うたび 恋をする
6. 黒い天使（歌：高城・藤江・前田）
7. ハート型ウイルス（歌：大島・川崎・小嶋）
8. 恋愛禁止条例（歌：高橋・峯岸・宮崎）
9. ツンデレ!（歌：板野・北原・佐藤亜）
10. 真夏のクリスマスローズ（歌：佐藤由・篠田・中田・小原）
11. Switch
12. 109（マルキュー）
13. ひこうき雲
14. あの頃のスニーカー
15. AKB参上!
16. ナミダの深呼吸
17. 大声ダイヤモンド

### Renai Kinshi Jourei – Aturan Anti Cinta –（DVD）
収録メンバー
アヤナ・シャハブ、ガブリエラ・マルガレット・ワラオー、ガイダ・ファリシャ、ジェシカ・ファニア、ジェシカ・フェランダ、シャニア・ジュニアナタ、シンディ・グラ、ステラ・コルネリア、センディ・アリアニ、デフィ・キナル・プトゥリ、仲川遥香、ナビラ・ラトナ・アユ・アザリア、ベビー・カエサラ・アナディラ、メロディー・ヌランダニ・ラクサニ、レズキー・ウィランティ・ディク、野澤玲奈
収録曲
1. overture
2. Nagai Hikari
3. Squall no Aida ni
4. JK Nemurihime
5. Kimi ni Au Tabi Koi wo Suru
6. Kuroi Tenshi（歌：メロディー、ジェシカ・ファニア、ガブリエラ）
7. Heart Gata Virus（歌：アヤナ、仲川、野澤）
8. Renai Kinshi Jourei（歌：ステラ、ジェシカ・フェランダ、ベビー）
9. Tsundere!（歌：センディ、ナビラ、シンディ）
10. Manatsu no Christmas Rose（歌：シャニア、デフィ、ガイダ、レズキー）
11. Switch
12. 109
13. Hikoukigumo
14. Ano Koro no Sneakers
15. JKT Sanjou!
16. Namida no Shinkokyuu
17. Oogoe Diamond

## セルフカバーなど
- 大声ダイヤモンド（AKB48 10thシングル）
- 109（AKB48 10thシングル・カップリング）

※以上の2曲はシングルとしてのリリースを前提に制作された。
- ひこうき雲（AKB48 14thシングル・カップリング）
- ハート型ウイルス（ノースリーブス1stアルバム）
- ツンデレ!（板野友美1stシングル・カップリング）